# 1984 (Van Halenov album)
1984 (na omotu albuma MCMLXXXIV) šesti je album američke hard rock grupe Van Halen, objavljen u siječnju 1984. godine.

Na album zadnji put kao redovni član grupe i jedan od osnivača nastupa David Lee Roth. Nakon završetka snimanja posvećuje se svojoj samostalnoj karijeri i razilazi se s Eddiem Van Halenom.
Na albumu se nalazi devet kompozicija a njihov producent je Ted Templeman.

## Popis pjesama
Sve pjesme (osim onih koje su posebno naznačene) napisali su Anthony, Roth, Edward Van Halen i Alex Van Halen.

### Strana prva
1. "1984" – 1:07
2. "Jump" – 4:04
3. "Panama" – 3:32
4. "Top Jimmy" – 3:02
5. "Drop Dead Legs" – 4:14

### Strana druga
1. "Hot for Teacher" – 4:44
2. "I'll Wait" (Anthony/Roth/Van Halen/Van Halen/Michael McDonald) – 4:45
3. "Girl Gone Bad" – 4:35
4. "House of Pain" – 3:19

## Osoblje
- David Lee Roth - vokal, prateći vokali
- Eddie Van Halen - gitara, klavijature, prateći vokali
- Michael Anthony - bas-gitara, prateći vokali
- Alex Van Halen - bubnjevi, udaraljke

### Singlovi
| Godina | Singl             | Top ljestvica             | Mjesto |
| ------ | ----------------- | ------------------------- | ------ |
| 1984   | "Jump"            | The Billboard Hot 100     | 1      |
| 1984   | "Jump"            | Mainstream Rock Tracks    | 1      |
| 1984   | "Jump"            | Hot Dance Music/Club Play | 17     |
| 1984   | "I'll Wait"       | The Billboard Hot 100     | 13     |
| 1984   | "I'll Wait"       | Mainstream Rock Tracks    | 7      |
| 1984   | "Panama"          | The Billboard Hot 100     | 13     |
| 1984   | "Panama"          | Mainstream Rock Tracks    | 3      |
| 1984   | "Hot for Teacher" | The Billboard Hot 100     | 56     |
| 1984   | "Hot for Teacher" | Mainstream Rock Tracks    | 34     |